# Sala de Justicia (Alcázar de Sevilla)

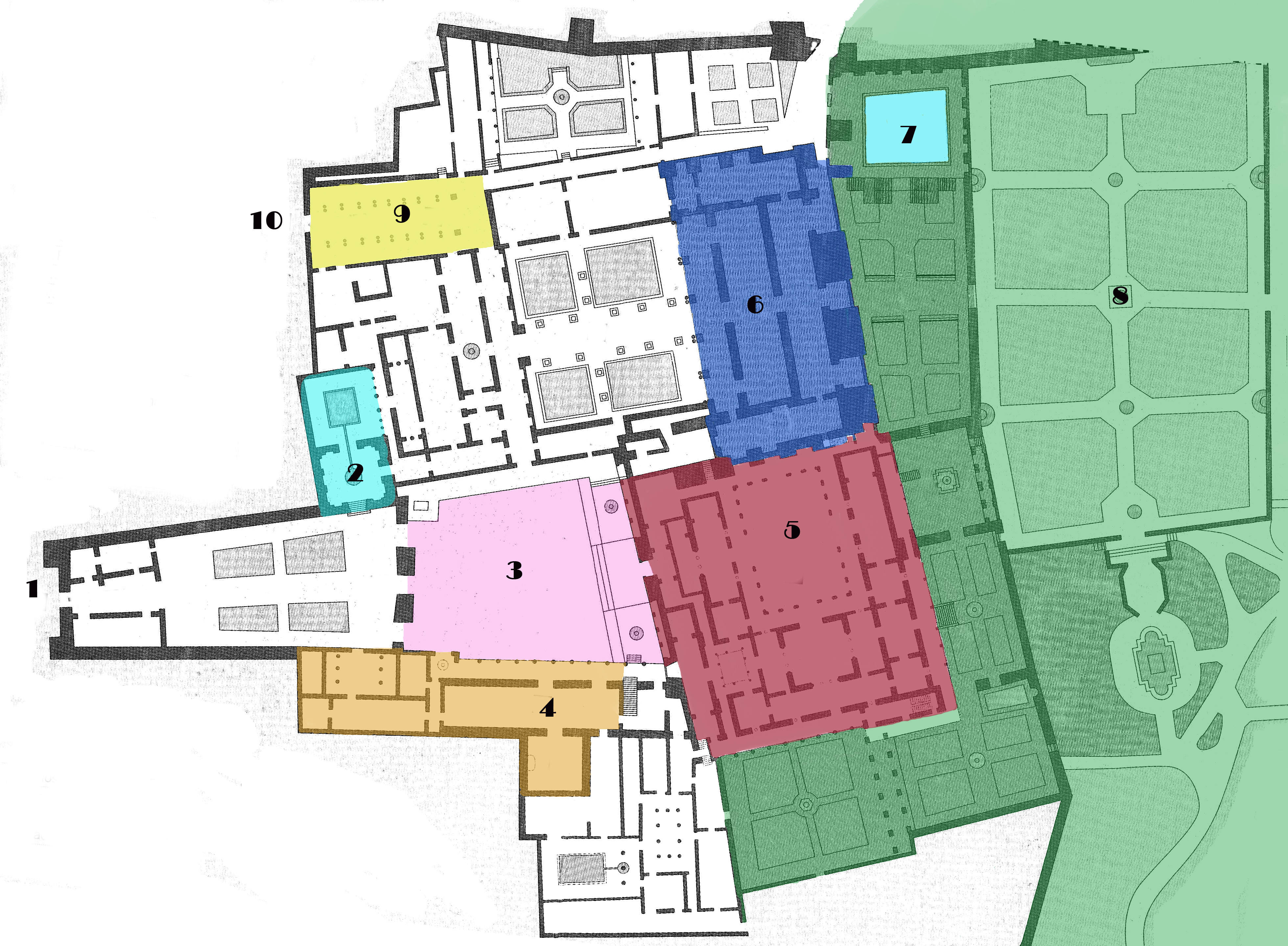
En color celeste la sala de Justicia.

La sala de Justicia, también denominada sala de los Consejos, está en el complejo monumental del Real Alcázar de Sevilla. Esta sala formaba parte del primitivo palacio musulmán, este palacio era el denominado mexuar, donde se reunía el consejo de visires, labor que continuó bajo la monarquía cristiana. 
Es de planta cuadrada, de estilo mudéjar y fue construida en el reinado de Alfonso XI. Es una sala de planta cuadrada y una bóveda de artesonado (qubba). En ella hay un escudo de la Orden de la Banda, creada por Alfonso XI en torno a 1340. La sala habría sido realizada entre 1340 y 1350. No obstante, aunque la sala fue fechada en el reinado de Alfonso XI gracias, entre otros detalles, a este escudo, el escudo de esa orden también aparece en otros lugares del palacio decorados en el reinado de su hijo, Pedro I. Guarda semejanza con la sala de Comares de la Alhambra. En los siglos XVI y XVII era conocida como sala de los Consejos. Lo más probable es que hubiera sido una sala almohade usada para reunir un consejo (maswar) y que fuese reformada con arte mudéjar por los cristianos, que continuaron usándola para el mismo fin. Probablemente, esta fuese a sala donde estaba el tribunal presidido por Pedro I, aunque existen otras hipótesis sobre su posible localización. En este tribunal había tres gradas de ladrillo con un trono de piedra, aunque esta estructura fue demolida antes de la visita de Felipe II en 1570. Esta actuación disgustó a Felipe II, que era un gran admirador del rey don Pedro y que fue el primero en indicar que debía llamársele "el Justiciero".